# ジョン・ファストルフ
サー・ジョン・ファストルフ（Sir John Fastolf, KG, 1378年頃 - 1459年11月5日）は、中世イングランドの軍人。生年は1380年ともされる。百年戦争で活躍し莫大な財産を築いた一方、それらを元に様々な建築物を作り出していった。ウィリアム・シェイクスピアの戯曲に登場する架空の人物サー・ジョン・フォルスタッフのモデルとして知られている。

## 生涯

### 戦功を重ね出世
1378年または1380年、イングランド東部のノーフォーク・ヤーマス近郊のカイスターで誕生。裕福な商人と漁師の家系だった。
父が早くに亡くなり母の再婚相手に引き取られ、その縁で1398年にノーフォーク公トマス・モウブレーに小姓として仕えた。主君が同年に追放されるとランカスター朝に替わり、王族のクラレンス公トマスのアイルランド遠征に従軍、そこで12歳年上の裕福な未亡人ミリセント・ティップトフトと結婚する。
1415年にヘンリー5世のフランス遠征に従軍してから頭角を現し、アルフルール包囲戦とアジャンクールの戦いで戦功を挙げ、ヘンリー5世がイングランドへ帰国するとアルフルールの駐屯地の一部を任された。1417年のヘンリー5世の再度のフランス遠征にも加わりカーンとルーアンの包囲戦に参戦、ナイトに叙せられた。1420年のトロワ条約でヘンリー5世がフランス王位継承者に選ばれると、ファストルフはパリのバスティーユ牢獄長官となり、ヘンリー5世亡き後は弟でヘンリー6世の摂政・ベッドフォード公ジョンに騎士団長として仕えるようになった。
ベッドフォード公の下でも戦功を重ね、1424年のヴェルヌイユの戦いでアランソン公ジャン2世を捕らえる手柄を挙げた。1425年にもル・マンを攻略、サフォーク伯（後のサフォーク公）ウィリアム・ド・ラ・ポールの下で行政を担当、ガーター勲章も授けられる名誉を受けた。この間、フランスで得た身代金や領地、役職からの収入などを本国へ送り、貯蓄で大金持ちになっていった。

### オルレアン包囲戦前後
1429年、前年の1428年10月から始まっていたオルレアン包囲戦のイングランド軍へ補給物資を届ける役目を負い、パリから南下する輜重隊の護衛部隊を率いて移動した。2月12日、輜重隊の襲撃を図ったフランス軍と戦闘になり、ファストルフは荷馬車と弓兵を活用してフランス軍を退け、輜重隊を無事に送り届ける任務を果たした（ニシンの戦い）。
しかし、5月にジャンヌ・ダルクが包囲網を破り、イングランド軍がオルレアンから撤退するとその救援をベッドフォード公から命じられ、再びパリから南下して包囲網の司令官だったサフォーク伯とジョン・タルボット、トーマス・スケールズらと合流しようとした。だが、勢いに乗るフランス軍に6月18日のパテーの戦いで打ち破られ、タルボットとスケールズが捕らえられる中（サフォーク伯は別の戦闘で捕虜になっていた）、残存兵を纏めて戦場から退却した。戦後はこの対応が問題視されベッドフォード公からガーター勲章を剥奪される、1433年に捕虜から解放されたタルボットから非難されるなど逆風にさらされたが、やがてベッドフォード公からの信頼を回復、カーンの総督に任命されたり、1435年にアラスで開催されたフランス・イングランド・ブルゴーニュの講和会議にベッドフォード公の使節として派遣され、同年にベッドフォード公が死去すると遺言執行人も任されている。

### 故郷へ引退
1439年に軍務から引退、帰国してイングランドへ戻り、そこで建築に取り掛かった。故郷カイスターの荘園にある屋敷を城館に改造してカイスター城の建設を開始、レンガ作りに礼拝堂、濠と98フィートもの高い塔を備えた大規模な城とし、収入は荘園からの羊毛・穀物を輸出して年間1000ポンドの利益を上げていた。もう1つの建物にロンドン南部のサザークに別荘を建てそこで1439年から1454年まで過ごした。あまりにも広大に散りばめられていた領地を管理するためジョン・パストン、ウィリアム・ウスターとその妻の叔父トマス・ハウズなどの弁護士・使用人にファストルフの家政と土地の管理を任せた。
だが、帰国してからは収入が減り始めた。フランスの土地はフランス軍に奪い取られ1450年に全て無くなり、イングランドの土地も不在期間が長引いたせいで地代徴収が上手くいかず、王家に用立てた借金も返済されず使用人への給料未払いが続く有様だった。かつての知己だったサフォーク公もファストルフの土地を奪おうと画策し、手下を放って土地を荒らし回り、強引に土地を奪うなど深刻な対立に発展していった。1450年にサフォーク公が失脚・暗殺されて平穏になったと思いきや、ジャック・ケイドが5月に反乱を起こしケントからロンドンへ進軍、使用人の1人が反乱に巻き込まれサザークの屋敷一帯が反乱軍に貸し出されるなど災難に見舞われた。土地を巡る争奪戦がサフォーク公暗殺後も長引き、ジョン・パストンとその一族も略奪の被害に遭っていたため、彼らと共に裁判で有利に立ち回る方法を模索しつつ協力していった。
1454年7月にサザークからカイスター城へ移り住み余生を送り、そこで豪華な贅沢品を散りばめ写本収集に熱中した。訴訟争いは尚も継続される中、親族の後見権を巡る誘拐騒動や王室への借金返済を求める裁判で力を貸したパストンへの信頼を増したが、それにより他の使用人との仲が悪くなっていった。より深刻な問題にファストルフの遺産相続問題があり、1446年に妻が子供を産まないまま死去、連れ子のスティーブン・スクロープはファストルフと不仲だった。ファストルフにはウィリアムという庶子がいたが、聖職者になっていた後で亡くなっていたため、ファストルフの相続人に誰が選ばれるかが焦点になっていた。
薔薇戦争には直接関わらなかったが、裁判で争った敵達が1459年のラドフォード橋の戦いでヨーク派が散り散りになった混乱に乗じ、ランカスター派の支持を背景に取り締まりを画策し、不穏な状況に覆われる中、1459年6月に喘息にかかり遺言状の作成を始めた。内容はしばしば変更され遺言執行人も一定しなかったが、紆余曲折の末に11月3日にパストンを執行人に指名してノーフォークとサフォークの全ての荘園を譲る、他の執行人に財産を譲ると決め、2日後の11月5日に亡くなった。遺体はノーフォークのセント・ベネット修道院へ埋葬された。

### 死後の遺産相続戦
死後、遺産はパストンと他の執行人達が争いだして、オックスフォード伯ジョン・ド・ヴィアー、ノーフォーク公ジョン・モウブレーらが介入して複雑化、パストンの死後も争いが長引き、1469年にはカイスター城をノーフォーク公の軍勢に奪われる事態にまで陥った。1470年にウィンチェスター司教ウィリアム・ウェインフリートの仲介でノーフォークのファストルフの領地をパストンの同名の息子ジョン・パストンがいくつか相続することで決着がつき、カイスター城もパストンへ返還された。
ファストルフの晩年の関心は文化事業に向けられ、カイスター城内に宗教施設としてカレッジ設立を構想していたが、ファストルフの生前に完成せず、パストン家も遺産相続争いに忙殺され建築に取り掛かれなかった。1464年に設立許可が下りたが事業は難航する中、ウェインフリートがオックスフォード大学にカレッジを設立してはどうかと計画変更を持ち掛けた。この提案が遺産争いの終結と共に実現したが、規模は縮小されウェインフリートが1458年に建てていたモードリン・カレッジの内部に設置されることとなった。
晩年はカイスター城の拡張に意を注いだファストルフだったが、カイスター城は廃墟となり現在は塔だけが残っている。セント・ベネット修道院も同様でファストルフの墓も消滅した。建築物は荒廃したが、ファストルフが仕えたパストン家が家族・使用人・友人などに宛てた沢山の手紙・文書がパストン家書簡として纏められ1787年に出版、幾度が紛失したがほとんどを大英博物館が入手、残りも20世紀に学者が編集・出版して現在まで保管されている。書簡にはファストルフの行動および遺産に関する経緯なども書かれ、当時の社会状況・生活と共に詳細に書かれている。また、使用人ウィリアム・ウスターが書いたファストルフの伝記は失われたが、パストン家書簡と同じく文書を取り纏めた『旅程』という現存する本によりファストルフの経歴が要約して伝えられている。